# Michail Vorobev
Michail Sergejevitj Vorobev, ryska: Михаил Сергеевич Воробьёв, född 5 january 1997, är en rysk professionell ishockeyforward som spelar för Philadelphia Flyers i National Hockey League (NHL). Han har tidigare spelat för Salavat Julajev Ufa i Kontinental Hockey League (KHL) och Lehigh Valley Phantoms i American Hockey League (AHL).
Vorobev draftades i fjärde rundan i 2015 års draft av Philadelphia Flyers som 104:e spelare totalt.

## Statistik
| 2013–2014  | Tolpar Ufa             | MHL        | 4  | 0  | 3  | 3  | 0  | — | — | — | — | —  |
| 2014–2015  | Tolpar Ufa             | MHL        | 39 | 8  | 12 | 20 | 40 | 8 | 3 | 0 | 3 | 2  |
| 2015–2016  | Salavat Julajev Ufa    | KHL        | 28 | 2  | 1  | 3  | 14 | 1 | 0 | 0 | 0 | 0  |
|            | Tolpar Ufa             | MHL        | 21 | 6  | 17 | 23 | 28 | — | — | — | — | —  |
| 2016–2017  | Salavat Julajev Ufa    | KHL        | 44 | 3  | 8  | 11 | 18 | 5 | 0 | 0 | 0 | 4  |
| 2017–2018  | Lehigh Valley Phantoms | AHL        | 58 | 9  | 20 | 29 | 14 | 9 | 1 | 1 | 2 | 20 |
| 2018–2019  | Philadelphia Flyers    | NHL        | 1  | 0  | 1  | 1  | 0  | — | — | — | — | —  |
| NHL totalt | NHL totalt             | NHL totalt | 1  | 0  | 1  | 1  | 0  | — | — | — | — | —  |
| KHL totalt | KHL totalt             | KHL totalt | 72 | 5  | 9  | 14 | 32 | 6 | 0 | 0 | 0 | 4  |
| MHL totalt | MHL totalt             | MHL totalt | 64 | 14 | 32 | 46 | 68 | 8 | 3 | 0 | 3 | 2  |

### Internationellt
| Källa: Uppdaterad: 2018-10-05 | Källa: Uppdaterad: 2018-10-05 | Källa: Uppdaterad: 2018-10-05 |         | Utv = Utvisningsminuter | Utv = Utvisningsminuter | Utv = Utvisningsminuter | Utv = Utvisningsminuter | Utv = Utvisningsminuter |
| År                            | Lag                           | Mästerskap                    | Matcher | Mål                     | Assists                 | Poäng                   | Utv                     |                         |
| ----------------------------- | ----------------------------- | ----------------------------- | ------- | ----------------------- | ----------------------- | ----------------------- | ----------------------- | ----------------------- |
| 2015                          | Ryssland                      | U18-VM                        | 5       | 1                       | 3                       | 4                       | 2                       |                         |
| 2017                          | Ryssland                      | JVM                           | 7       | 0                       | 10                      | 10                      | 4                       |                         |
| Junior totalt                 | Junior totalt                 | Junior totalt                 | 12      | 1                       | 13                      | 14                      | 6                       |                         |